# Nelson Agholor
Nelson Efamehule Agholor (nacido el 24 de mayo de 1993) es un receptor abierto de fútbol americano que juega para New England Patriots de la National Football League (NFL). Jugó al fútbol americano universitario en la USC, fue seleccionado en la primera ronda del Draft de la NFL 2015 por los Eagles. Con Filadelfia, ganó la Super Bowl LII contra los New England Patriots  .

## Primeros años
Nacido en Lagos, Nigeria, Agholor se mudó a los Estados Unidos cuando tenía cinco años. Asistió a la Berkeley Preparatory School en Tampa, Florida, donde jugó como corredor, receptor abierto y defensivo para los Berkeley Buccaneers. Rivals.com lo calificó como un recluta de cinco estrellas y fue clasificado como el tercer mejor receptor abierto de su clase. Se comprometió con la Universidad del Sur de California en enero de 2012 por encima de Notre Dame, Oklahoma, Florida, el Florida State y Alabama .

## Carrera universitaria

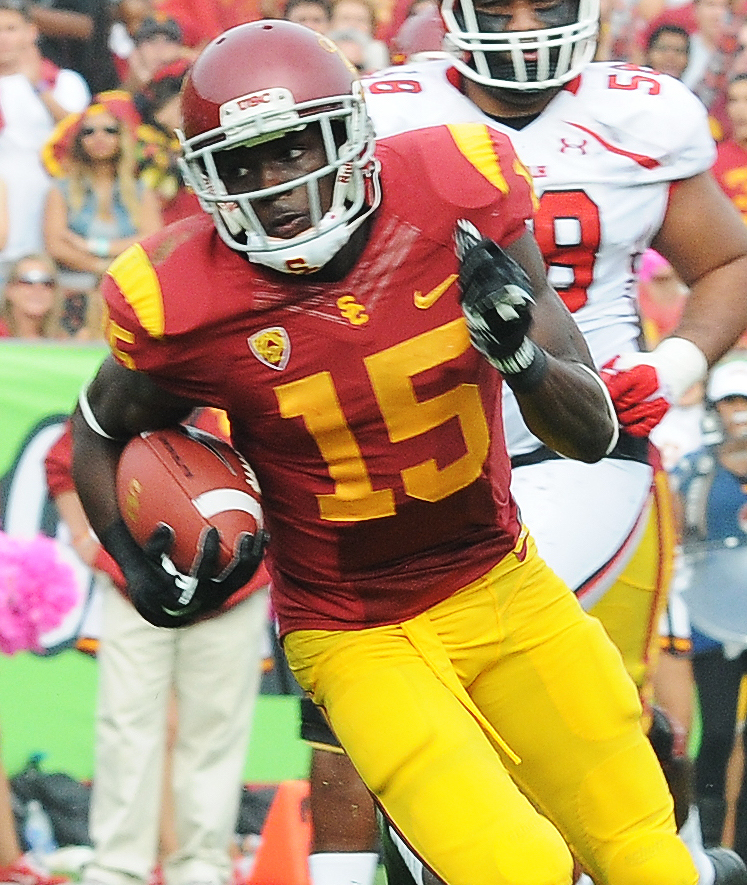
Agholor jugando para la USC contra los Utah Utes en 2013

Como verdadero freshman en 2012, Agholor jugó en los 13 juegos como receptor abierto de respaldo y registró 19 recepciones para 340 yardas y dos touchdowns .
Como estudiante de segundo año en 2013, se convirtió en titular. Agholor comenzó los 14 juegos, totalizando 56 recepciones, 918 yardas y seis touchdowns como receptor. Además de ser el receptor principal, Agholor devolvió punts y kicks para los Trojans. Devolvió 18 punts para 343 yardas y dos touchdowns, y 10 kicks de salida para 175 yardas. Agholor fue reconocido como un segundo equipo All-American por numerosos medios deportivos por su regreso de despeje. Agholor regresó como titular en su temporada júnior en 2014. Lideró al equipo con 104 recepciones para 1,313 yardas y 12 touchdowns.
Después de su temporada júnior, Agholor decidió renunciar a su temporada sénior y entró en el Draft de la NFL 2015 .

### Estadísticas
| Estadísticas de carrera | Recepción | Recepción | Recepción | Recepción | Recepción | Punt Return | Punt Return | Punt Return | Punt Return | Kick Return | Kick Return | Kick Return | Kick Return |
| ----------------------- | --------- | --------- | --------- | --------- | --------- | ----------- | ----------- | ----------- | ----------- | ----------- | ----------- | ----------- | ----------- |
| Temporada               | REC       | YDS       | AVG       | GNL       | TD        | PR          | YDS         | AVG         | TD          | KR          | YDS         | AVG         | TD          |
| 2012                    | 19        | 340       | 17,9      | 76        | 2         | 0 0         | 0 0         | 0.0         | 0 0         | 5 5         | 121         | 24,2        | 0 0         |
| 2013                    | 56        | 918       | 16,4      | 62        | 6 6       | 17          | 351         | 20,6        | 2           | 10          | 175         | 17,5        | 0 0         |
| 2014                    | 104       | 1,313     | 12,6      | 87        | 12        | 20          | 197         | 9,9         | 2           | 9 9         | 147         | 16,3        | 0 0         |
| Carrera                 | 179       | 2,571     | 14,4      | 87        | 20        | 37          | 548         | 14,8        | 4 4         | 24          | 443         | 18,5        | 0 0         |

## Carrera profesional
Agholor fue seleccionado por los Philadelphia Eagles en la primera ronda con la vigésima selección general del Draft 2015 de la NFL . Firmó un contrato de cuatro años el 7 de mayo de 2015, por un valor de alrededor de $ 9,4 millones con un bono de firma de $ 5,1 millones.

### 2015
El 13 de diciembre de 2015, Agholor anotó su primer touchdown en la carrera de la NFL, una recepción de 53 yardas del mariscal de campo Sam Bradford, en un enfrentamiento contra los Buffalo Bills . Durante su temporada de novato en 2015, Agholor jugó 13 juegos con 283 yardas recibidas y un touchdown. 

### 2016
Durante su segunda temporada en 2016, Agholor jugó 15 partidos con 365 yardas de recepción y dos touchdowns.

### 2017

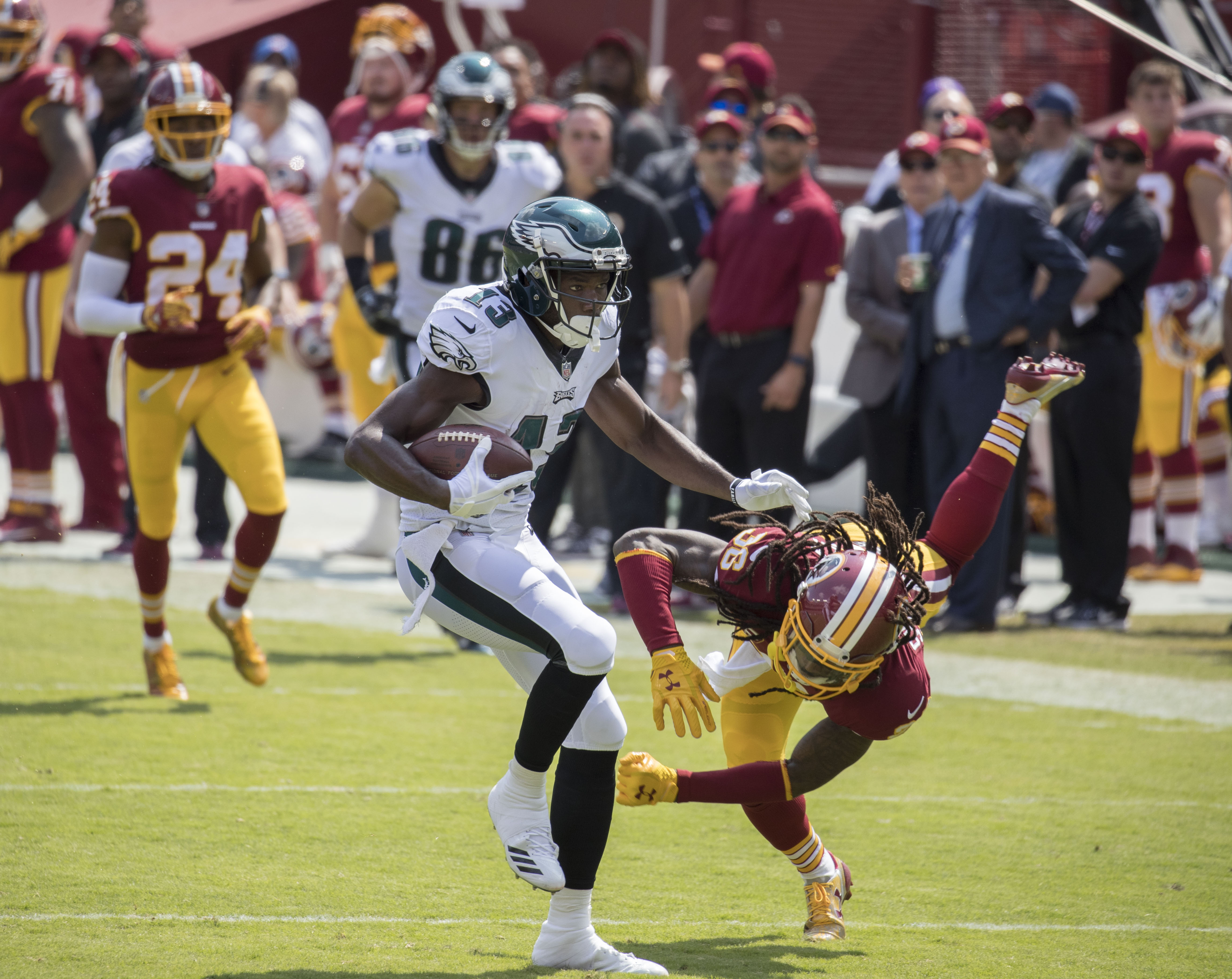
Agholor rompiendo un tackle antes de anotar un touchdown contra los Washington Redskins en 2017

El 13 de marzo de 2017, se informó que Agholor cambiaría del # 17, que usó en sus dos primeras temporadas, al # 13. Optó por darle el # 17 al receptor abierto agente libre recién adquirido Alshon Jeffery .
Durante la temporada 2017, Agholor encontró más éxito cuando fue cambiado a un puesto de slot receiver . El 10 de septiembre de 2017, en la temporada que abrió la victoria 30-17 sobre los Washington Redskins, Agholor tuvo un touchdown de 58 yardas del mariscal de campo Carson Wentz en el primer cuarto. Terminó el partido con seis recepciones para 86 yardas. El 17 de septiembre, en una derrota de la Semana 2 27–20 ante los Kansas City Chiefs, registró su segundo touchdown de la temporada a finales del último cuarto para recortar la ventaja de los Chiefs. Terminaría la temporada regular de 2017 con su mejor temporada hasta entonces, obteniendo más yardas de recepción y touchdowns que sus dos temporadas anteriores combinadas. 
Durante el Super Bowl LII contra los New England Patriots, Agholor terminó con 84 yardas recibidas, y los Eagles ganaron 41-33, ganando su primer campeonato del Super Bowl en la historia de la franquicia.

### 2018
El 30 de abril de 2018, los Eagles ejercieron la opción de quinto año en el contrato de Agholor para retenerlo para la temporada 2019.
En la apertura de la temporada 2018, contra los Atlanta Falcons, Agholor completó su primer intento de pase de la NFL a Nick Foles en una jugada de engaño que fue para 15 yardas. La jugada ayudó a establecer un eventual touchdown de Jay Ajayi en la victoria de los Eagles por 18-12. En el siguiente juego, anotó su primer touchdown recibido de la temporada 2018 como parte de una actuación de ocho recepciones y 88 yardas contra los Tampa Bay Buccaneers . Puso su mejor desempeño estadístico de la temporada en la victoria de la Semana 16 32–30 sobre los Houston Texans con cinco recepciones para 116 yardas y un touchdown. En total, en la temporada 2018, terminó con 64 recepciones para 736 yardas y cuatro touchdowns.
En la semana 2 contra los Atlanta Falcons, Agholor atrapó 8 pases para 107 yardas y su primer touchdown de la temporada en la derrota 24-20. En la semana 3 contra los Detroit Lions, Agholor atrapó 8 pases para 50 yardas y 2 touchdowns cuando los Eagles perdieron 27-24.
Las Vegas Raiders
El 25 de marzo de 2020 Agholor firmó un contrato de un año con Las Vegas Raiders.

### Estadísticas de carrera

#### Temporada regular
| Temporada | Equipo | Juegos    | Juegos    | Recepción | Recepción | Recepción | Recepción | Recepción | Corriendo | Corriendo | Corriendo | Corriendo | Corriendo | Tortas | Tortas  |
| Temporada | Equipo | GP        | GS        | Rec       | Yds       | Promedio  | Lng       | TD        | Att       | Yds       | Promedio  | Lng       | TD        | FUM    | Perdido |
| --------- | ------ | --------- | --------- | --------- | --------- | --------- | --------- | --------- | --------- | --------- | --------- | --------- | --------- | ------ | ------- |
| 2015      | FI     | 13        | 12        | 23        | 283       | 12,3      | 53        | 1         | 0 0       | 0 0       | 0 0       | 0 0       | 0 0       | 1      | 1       |
| 2016      | FI     | 15        | 14        | 36        | 365       | 10,1      | 40        | 2         | 5 5       | 14        | 2.8       | 5 5       | 0 0       | 1      | 0 0     |
| 2017      | FI     | dieciséis | 10        | 62        | 768       | 12,4      | 72        | 8         | 1         | 7 7       | 7 7       | 7 7       | 0 0       | 0 0    | 0 0     |
| 2018      | FI     | dieciséis | dieciséis | 64        | 736       | 11,5      | 83T       | 4 4       | 3         | 32        | 10,7      | dieciséis | 0 0       | 1      | 0 0     |
| 2019      | FI     | 11        | 11        | 39        | 363       | 9.3       | 43        | 3         | 2         | 7 7       | 3.5       | dieciséis | 0 0       | 2      | 1       |
|           | Total  | 71        | 63        | 224       | 2,515     | 11,2      | 83        | 18        | 11        | 60 60     | 5.5       | dieciséis | 0 0       | 5 5    | 2       |

#### Playoffs
| Temporada | Equipo | Juegos | Juegos | Recepción | Recepción | Recepción | Recepción | Recepción | Corriendo | Corriendo | Corriendo | Corriendo | Corriendo | Tortas | Tortas  |
| Temporada | Equipo | GP     | GS     | Rec       | Yds       | Promedio  | Lng       | TD        | Att       | Yds       | Promedio  | Lng       | TD        | FUM    | Perdido |
| --------- | ------ | ------ | ------ | --------- | --------- | --------- | --------- | --------- | --------- | --------- | --------- | --------- | --------- | ------ | ------- |
| 2017      | FI     | 3      | 3      | 15        | 167       | 11,1      | 42        | 0 0       | 4 4       | 29        | 7.3       | 21        | 0 0       | 0 0    | 0 0     |
| 2018      | FI     | 2      | 2      | 4 4       | 38        | 9.5       | 13        | 0 0       | 1         | 12        | 12        | 12        | 0 0       | 0 0    | 0 0     |
|           | Total  | 5 5    | 5 5    | 19        | 205       | 10,8      | 42        | 0 0       | 5 5       | 41        | 8.2       | 21        | 0 0       | 0 0    | 0 0     |